# Гіпотеза Годжа
Гіпотеза Годжа є важливою проблемою алгебраїчної геометрії. Була сформульована шотландським математиком Вільямом Воллансом Дугласом Годжем в період між 1930 — 1940 роками.
Гіпотеза описує класи когомологій на комплексних проективних многовидах, реалізовані алгебраїчними підмноговидами. Тобто цикли Годжа є комбінаціями об'єктів, що мають геометричну інтерпретацію, — алгебраїчних циклів.
У двадцятому столітті математики винайшли потужні методи дослідження форми складних об'єктів. Основна ідея полягає в тому, щоб з'ясувати, до якої міри ми можемо апроксимувати форму даного об'єкта, склеюючи разом прості тіла зростаючої розмірності. Цей метод виявився ефективним при описі різноманітних об'єктів, що зустрічаються в математиці. При цьому були не ясні геометричні обґрунтування методу: в деяких випадках було необхідно додавати частини, що не мали ніякого геометричного тлумачення.